# Экономика Англии (1066—1509)
В данной статье представлен обзор экономического устройства Англии в периоды Высокого и Позднего средневековья, а точнее с Нормандского завоевания 1066 года и до кончины короля Генриха VII в 1509 году. В то время основу английской экономики составляло натуральное сельское хозяйство, при этом ещё до вторжения норманнов в стране получили развитие рыночные отношения. Нормандские общественные институты, в частности крепостное право, были наложены на англосаксонские систему открытых полей и развитую сеть городов, вовлечённых в международную торговлю. В периоды правления Нормандской династии и первых Плантагенетов английское хозяйство устойчиво развивалось. Экономическому росту сопутствовал стабильный демографический рост, а также увеличение площади пахотных земель. Возникали сотни новых городов, в том числе плановых, что способствовало становлению гильдий, санкционированных королём ярмарок и других характерных для средневековья институтов. Развивалась торговля, как внутренняя, так и внешняя.
Рост перестал быть стабильным к концу XIII века. Причиной тому стало неудачное совпадение таких факторов, как перенаселённость, дефицит земель и их истощение. Потери, вызванные Великим голодом 1315—1317 годов, пошатнули демографический потенциал англичан. Ситуация усугубилась после эпидемии Чёрной смерти в 1348 году: чума унесла жизни половины жителей страны, что существенно сказалось на дальнейшем развитии экономики. В сократившемся сельскохозяйственном секторе возросла оплата труда, цены упали и, следовательно, уменьшились объёмы прибылей. Эти предпосылки окончательно разрушили старую систему крепостничества, на смену которой пришёл современный институт фермерства, основанный на уплате денежного оброка за пользование землёй. Крестьянское восстание 1381 года оказало влияние на трансформацию феодального порядка и ограничило уровень королевского налогообложения примерно на век вперёд. В XV веке в стране возросло производство тканей. Тогда же сформировался новый социальный слой английских купцов, специализировавшихся не на внутренней торговле, а на международных операциях. Всё большее влияние получали Лондон и юго-западные города Англии, в то время как старые восточные города постепенно стагнировали. Новые торговые системы положили конец распространению международных ярмарок и привели к появлению так называемых ливрейных компаний — привилегированных торговых объединений в столице страны. Создание ливрейных компаний вместе с усовершенствованием технологий металлообработки и судостроения обозначает окончание средневекового этапа развития английского хозяйства и начало эпохи Нового времени.

## 1066—1100 годы
Вильгельм I Завоеватель захватил Англию в 1066 году, победив англосаксонского короля Гарольда Годвинсона в битве при Гастингсе и установив в английском государстве своё правление. Вскоре Вильгельм предпринял ещё ряд военных операций (англ. Harrying of the North) для расширения своих британских владений на север. Порядок получения земель, привнесённый Вильгельмом, носил феодальный характер: земля давалась во владение служителям короля. С другой стороны, вторжение норманнов не оставило почти никакого следа во многих сферах общественной жизни. Многие отличительные особенности английских сельскохозяйственной и финансовой систем оставались неизменными в течение нескольких десятилетий после завоевания. Причинённые нашествием разрушения коснулись по большей части жителей севера и запада Англии. Некоторые пострадавшие территории в 1086 году всё ещё описывались как «пустоши» (англ. wasteland).

### Сельское хозяйство и горное дело

#### Земледелие
Земледелие было ядром и крупнейшей отраслью английского хозяйства к моменту прихода норманнов. Через двадцать лет после нашествия 35 % территории страны занимали пахотные земли, 25 % было отведено для пастбищ, на 15 % произрастали леса, а оставшиеся 25 % приходились на болота и пустоши. Пшеница являлась основной пахотной культурой, в то же время активно культивировались рожь, ячмень и овёс. Более плодородные земли, к примеру, такие как долина Темзы, Мидлендс и угодья восточной части страны, были пригодны для культивации бобовых. Ведущим направлением скотоводства было разведение овец и крупного рогатого скота, в частности волов. Особи указанных категорий характеризовались в рассматриваемый период меньшими размерами, нежели современные представители видов. Значительную часть животных (возможно, бо́льшую) забивали зимой.

#### Манориальная система
В течение ста лет, предшествовавших завоеванию, крупные поместья короля, епископов, монастырей и тэнов постепенно делились на всё большее количество имений. Деление земельных прав было обусловлено всевозможными юридическими фактами, затрагивавшими имущество субъектов (наследование, свадьбы, приобретение земель церковью). Большинство мелких землевладельцев проживали на своих владениях, управляли ими и получали средства к существованию из собственных земель. Если в прошлом наиболее распространённой формой поселения в Англии была изолированная деревня, то за некоторое время до нашествия часть английских поселений представляла собой крупные деревни, располагавшие пахотными землями. Цепочка подобных деревень простиралась с севера страны на юг. Жители новых поселений приняли к использованию систему открытых полей, при которой обрабатываемые поля делятся на несколько небольших полосок земли, каждая из которых находится в частном владении. При этом происходил ежегодный оборот зерновых культур между участками земли, а за лесом и другими общими землями осуществлялся тщательный уход. Сельскохозяйственные угодья каждого манора подразделялись как на обрабатываемые крестьянами поля, так и на личные поля землевладельца — его домен. Крестьяне работали на больших по площади землях и выплачивали собственнику ренту. Оплата могла вноситься в форме работ на участке феодала (барщина) или в натуральной или денежной формах (оброк). В указанный период на территории Англии находилось около 6 тысяч водяных мельниц разной мощности и производительности — наличие в хозяйстве подобного объекта не только положительно сказывалось на его благосостоянии, но и делало труд крестьян менее напряжённым. Во многом благодаря развитию материально-технической базы крестьяне могли производить продукции больше, чем требовалось их общине, а запасы продавать в зарождавшихся английских городах.
Изначально норманны не подвергли манориальную систему существенным изменениям. Однако Вильгельм переназначил права на большие участки земли в пользу норманнской элиты, создав крупные поместья близ валлийской границы, в Суссексе и других областях. Наиболее значимым последствием правления Вильгельма в области социальных отношений стало резкое сокращение числа рабов. Ещё в X веке численность слоя рабов была достаточно велика, но затем, под влиянием экономического и религиозного давления, она начала снижаться. Тем не менее, новая норманнская аристократия была весьма жестокой в обращении с крестьянами. В прошлом в меру независимые состоятельные англосаксонские крестьяне быстро опускались в экономической иерархии. За счёт усугубления положения крестьян росло число крепостных, ограниченных в свободе передвижения и поиске альтернативной работы. Устоявшие представители старой англосаксонской знати быстро интегрировались в новую элиту или же были подавлены экономически.

#### Создание лесов
Норманнское правительство санкционировало посадку королевских лесов. Во времена англосаксонской независимости некоторые леса специально были отведены для охоты — они назывались «хэйс» (англ. hays). Леса норманнов, предназначенные для той же цели, занимали значительно бо́льшие площади, и к тому же их существование имело под собой правовую основу. Новые леса не всегда были густыми, но их использование членами королевского дома обеспечивало им хорошую защиту. Леса норманнов находились под особой королевской юрисдикцией, лесное право же всецело находилось в ведении монарха, суровые решения которого часто носили произвольный характер. Проект посадки лесов предполагал, что новые массивы обеспечат короля охотничьими угодьями, сырьём, товарами и деньгами. Лесная рента и сопутствовавшие штрафы стали важной частью монаршего дохода, а получаемые лесные ресурсы применялись для строительства замков и кораблей. В некоторых лесах производилась добыча полезных ископаемых. К примеру, центром добычи и обработки железа стал лес Дина, свинец же добывался в лесу Хай-Пик. Расширение площади лесов было выгодным и для некоторых других сословий. Многие монастыри обладали особыми правами охоты и вырубки в отдельных лесах. Появление королевских лесов сопровождалось ростом числа оленьих парков и прочих охраняемых зон.

### Торговля, производство и города
В 1066 году уровень урбанизации англичан был относительно низким, при этом в стране находилось несколько старых, важных с экономической точки зрения городов. Города восточной Англии — Лондон, Йорк, Уинчестер, Линкольн, Норидж, Ипсуич, Тетфорд — являлись крупными торговыми центрами. Широкий оборот приняла торговля англичан с французами, немцами и жителями Нижних земель. Английские купцы из северо-восточной части страны также имели торговые отношения со шведами. Англия импортировала ткани (в частности, шёлк, льняную ткань, разновидности бархата и вельвета) ещё до нашествия норманнов. Некоторые города, в том числе Йорк, пострадали от мародёров во время северных кампаний Вильгельма. В Линкольне и других городах были снесены многие дома: воинам было необходимо пространство для строительства новых укреплений типа Мотт и бейли. Немаловажную роль в преобразованиях английского хозяйства сыграли первые еврейские коммерсанты, прибывшие в страну вместе с норманнами. Вильгельм перевёз в Лондон сообщество богатых евреев, до того располагавшихся в нормандском Руане. Одной из задач, поставленных перед коммерсантами, стало оказание финансовых услуг королевскому дому. В первые годы после завоевания многие ценности были вывезены из Англии в Нормандию лидерами норманнов. Личное состояние Вильгельма через некоторое время стало невероятно крупным.
Чеканка монет во времена правления англосаксов была децентрализована. Каждый городской район (англ. borough) имел санкцию на открытие своего монетного двора, и, таким образом, города становились центрами торговли слитками. Вместе с тем службы монарха строго отслеживали деятельность эмитентов. Монетные штампы могли производиться только в Лондоне. Вильгельм одобрил использование подобной системы и ввёл высокие стандарты качества для норманнских монет. Впоследствии серебряная монета норманнов стала известна под названием «стерлинг» (англ. sterling).

### Государственное управление и налогообложение
Вильгельм принял англосаксонскую систему налогообложения практически без изменений. Система подразумевала получение королём дохода из следующих источников:
- ряда таможенных пошлин,
- повторной чеканки монет (когда для создания новых монет используется материал старых),
- штрафов,
- прибыли с его домена,
- поземельных налогов (в стране использовалась система «датских денег»)[32].

Вильгельм обеспечил собираемость поземельного налога введением новой категории должностных лиц — шерифов. Другим важным изменением стало увеличение налогов на торговлю. В 1086 году Вильгельм ввёл в действие Книгу страшного суда (англ. Domesday Book), крупный свод документов, содержащих данные в том числе об экономическом состоянии жителей Англии.

## 1100—1290 годы
В XII и XIII веках английская экономика бурно развивалась. Численность населения возросла с 1,5 миллионов человек в 1086 году до 4,5 миллионов в 1300-м. Рост рабочей силы способствовал повышению абсолютных показателей продукции сельского хозяйства и объёмов экспорта сырья в Европу. В отличие от предшествующего периода, в течение рассматриваемых двухсот лет страна находилась в относительной безопасности от военных разрушений. За исключением лет гражданской войны XII века большинство вооружённых конфликтов либо оказывали на экономику локальное негативное воздействие, либо наносили объектам хозяйства незначительный или временный урон. Англичане продолжили придерживаться консервативных взглядов в вопросах ведения хозяйства. В представлении жителей страны общество по-прежнему делилось на 3 крупных группы: воинов и дворян (ordines), работающих (laboratores) и священнослужителей (oratores). В подобной модели купцы и иные представители торговых профессий не наделялись статусом полноценного сословия. Во многих слоях общества складывался крайне отрицательный образ человека торговли. Тем не менее, к концу XIII века англичане изменили своё отношение к купечеству в лучшую сторону.

### Сельское хозяйство, рыбная ловля и горное дело

#### Сельское хозяйство
Аграрная отрасль по-прежнему занимала ведущие позиции в экономике Англии. В XII и XIII веках сельское хозяйство сохранило географически обусловленное разнообразие выпускаемой продукции. В тех регионах, где выращивание зерновых культур было невозможно, активно обрабатывались другие источники продовольствия. Область Уилд, расположенная на юго-востоке Англии, специализировалась на выпасе животных в лесах, в то время как в области Фенских болот основными занятиями крестьянства были рыбалка и охота на птиц, а также плетение корзин и добыча торфа. Для ряда регионов, в числе которых были Линкольншир и Дроитидж, одно из центральных мест занимало производство соли, добывавшейся с избытком для экспорта. В прибрежных зонах, особенно в Грейт-Ярмуте и Скарборо, доминировала торговля рыбой. Одним из самых распространённых видов в тех водах была сельдь: засолка происходила прямо на берегу, а затем продукт поставлялся либо в английские поселения, либо на материк. Пиратства среди конкурирующих рыбных флотов в тот период не наблюдалось. Наиболее популярным домашним животным была овца. Всё чаще овца использовалась для получения шерсти — центрами шерстяного дела стали Валлийская марка, Линкольншир и Пеннинские горы. Большим оставалось и число свиней: аграрии ценили их способность питаться отбросами. Вол, как и прежде, являлся основным классом животных при работе на земле. К концу XII века на фермах южной Англии часто стали запрягаться лошади. В XIII веке из Франции были завезены кролики. Потреблявшие их мясо англичане разводили животных в специальных садках.
Несмотря на возросшие показатели выпуска продовольствия, производительность сельского хозяйства Англии всё ещё находилась на низком уровне. Из-за нестабильности урожая цена на пшеницу претерпевала существенные колебания от года к году. Около трети производимого в стране зерна шло на продажу — значительная его доля поступала в растущие города. Наиболее состоятельные крестьяне предпочитали тратить большую часть дохода на содержание жилья и одежду, лишь небольшой остаток предназначался для приращения потребления пищи. При всём этом журналы домашнего имущества того времени свидетельствуют о наличии в хозяйствах лишь «старых, изношенных и правленых принадлежностей» и инструментов.
Площадь королевских лесов возрастала на протяжении всего XII столетия, но затем, в конце XII и начале XIV веков, наблюдался обратный процесс. Король Генрих I, правивший в 1100—1135 годах, расширил границы лесов, в особенности в Йоркшире. После Анархии 1135—1154 годов Генрих II Плантагенет продолжил дело предшественника, и к концу его правления площадь лесов составляла около 20 % территории Англии. В 1217 году была принята Лесная хартия (англ. Charter of the Forest), призванная смягчить наиболее жёсткие решения короля в области лесного права. Также документ содержал более чёткую структуру штрафов и наказания для нелегально охотившихся или срубавших деревья крестьян. В конце века король поддался нарастающему давлению противников лесной политики и распорядился сократить площадь произрастания леса. В 1334 году леса занимали 2/3 от территории 1250 года. В начале XIV века ввиду произведённых изменений доход монарха сильно сократился.

#### Развитие систем управления поместьями
Норманны сохранили и укрепили манориальную систему с разделением земли на домен лорда и участки крестьян, оплачиваемые преимущественно барщиной. Землевладельцы зарабатывали на продаже товаров, созданных вассалами в рамках работ на участке феодала. Кроме того, казну лорда могли пополнять штрафы и местные таможенные пошлины. Сильнейшие представители знати владели собственными региональными судами, которые также приносили владельцу прибыль.
В течение XII века крупные собственники земли были склонны сдавать свой домен в аренду. Это становилось возможным благодаря установлению относительно стабильных цен на сельскохозяйственную продукцию, которую феодалы намеревались приобретать взамен производства собственной. Немаловажным фактором стал и страх перед потрясениями гражданской войны 1135—1154 годов. Тенденция приняла меньшие масштабы в последние двадцать лет века, когда послевоенные разногласия утихли и пользование землёй стало более безопасным. В первые годы правления Иоанна Безземельного цены на продукцию аграрной отрасли выросли почти вдвое. С одной стороны, землевладельцы получили возможность увеличить прибыль от продажи продовольствия, с другой, новая ценовая ситуация делала более дорогой и их жизнь. Теперь собственники стремились заполучить домен обратно в пользование, если это было возможно. Возвращение феодалов в свои земли сопровождалось созданием новых систем управления поместьями. Для прикладной управленческой деятельности учреждались специальные должности администраторов и чиновников.
Возросший спрос на продукты питания потребовал освоения новых земель. В сельскохозяйственный оборот вовлекались территории осушенных болот (в том числе области Ромни-Марш, Сомерсет-Левелс и Фенс), бывшие площади королевских лесов и менее плодородные земли на севере, юго-западе Англии и в районе Валлийской марки. В XII веке на южных и восточных побережьях страны стали появляться первые ветряные мельницы. В следующем столетии такого рода механизмы получили большее распространение. По оценке исследователей, к 1300 году в Англии насчитывалось 10 тысяч ветряков, с помощью которых рабочие мололи зерно и разминали ткани. В большинстве поместий были созданы рыбные пруды, снабжавшие пищей аристократию и духовенство. Создание и поддержка водоёмов были весьма дороги. Ставшие общепринятыми системы ведения хозяйства в поместьях получили отражение в известной книге Уольера де Хенли Le Dite de Hosebondrie, написанной около 1280 года. В ряде областей некоторые землевладельцы вкладывали большие средства в новаторские технологии. Усовершенствованный процесс вспашки и улучшенные удобрения существенно увеличили урожайность участков. Особенно удачно внедрение новшеств сказалось на землях Норфолка. Хозяйства графства вскоре добились настолько высоких результатов, что они были сопоставимы даже с урожаями конца XVIII века.

#### Роль церкви в сельском хозяйстве
Английская церковь в Средние века являлась владельцем большого числа земель. В течение первых двух столетий норманнского правления данный социальный институт занимал важнейшие позиции в аграрном хозяйстве и внегородской торговле. Цистерцианцы впервые оказались в Англии в 1128 году, и в течение последующих лет орден учредил около 80 монастырей. Богатый Августинский орден также обозначил своё присутствие в стране и занял около 150 монастырей, все из которых поддерживались поместьями сельскохозяйственной специализации. Многие обители августинцев располагались в северной части Англии. На протяжении всего XIII века эти и другие религиозные ордены приобретали новые земли, став в итоге крупными собственниками земли и, кроме того, видными посредниками на растущем рынке шерсти. Цистерцианцы, в числе прочих своих занятий, занимались развитием системы монастырских усадеб (англ. Monastic grange). Эти усадьбы были отдельными поместьями, земли которых не делились на стандартные домен и наделы, и при этом все вместе обрабатывались сановниками ордена. Монастыри ориентировались не только на экстенсивное, но и на интенсивное развитие — цистерцианцы в экспериментальном порядке применяли на земле современные сельскохозяйственные методы. Иногда монастыри существенно преобразовывали ландшафт своих владений. К примеру, монахи Гластонберийского аббатства, искавшие новых пастбищ, осушили водно-болотные угодья области Сомерсет-Левелс.
Духовно-рыцарский орден тамплиеров, принимавший участие в крестовых походах, тоже обладал крупной собственностью в Англии. В период заката могущества ордена земли тамплиеров всё ещё приносили около £2200 в год. Тамплиеры содержали в основном сельские участки, которые приносили им ренту. Помимо того, ордену принадлежали некоторые владения в Лондоне. В 1313 году, после уничтожения ордена французским монархом Филиппом IV Красивым, король Англии Эдуард II распорядился изъять собственность тамплиеров и передать её во владение Ордена Святого Иоанна. В действительности же многие участки были захвачены местными собственниками, и госпитальеры пытались вернуть законные земли ещё в течение четверти века.
Церковь несла ответственность за сбор десятины, налога на всю сельскохозяйственную продукцию, прочие полученные трудом натуральные продукты, заработную плату слуг и рабочих, а также прибыль сельских купцов. Десятина могла собираться в пригодной для потребления форме или в иных формах, подходящих для продажи или бартерного обмена. Для типичного крестьянина такой налог был довольно обременителен, хотя реально собираемые средства часто не достигали заявленных 10 %. Часть духовенства обосновалась в городах, и в 1300 году приблизительно каждый двадцатый горожанин являлся церковнослужителем. Таким образом, десятина поступала большей частью в города, где ею распоряжались городские священники. Потребность в обмене не подходящих для потребления товаров дала толчок развитию торговли.

#### Расширение добывающей отрасли
Горное дело не было ведущим сектором хозяйства Англии, однако в XII и XIII веках спрос на металлы возрос. Стимулом к расширению промысла стали рост численности населения и потребность в материалах для строительства. Большие запасы металлов требовались для строительства соборов и церквей. В крупных масштабах добывались четыре основных металла: железо, олово, свинец и серебро. С XIII века добывался уголь, для очистки которого применялись различные технологии.
Добыча железа происходила в нескольких центрах. Главными из них были лес Дин, Дарем и область Уилд. Имел место и импорт железа из континентальной Европы — поступления металла с материка достигли пика в конце XIII века. В последние годы XII века стандартный способ открытых горных работ дополнялся методами рытья туннелей, траншей и т. н. «колокольных ям» (bell pits). Железная руда, как правило, обрабатывалась в сыродутном горне. До XIV века, когда в стране уже функционировала первая водяная кузница, построенная на реке Бьюл, этот метод оставался основным. Сокращение площади лесов и последовавший рост цен на дерево и древесный уголь сопровождались увеличением предложения на этот вид топлива. Началось коммерческое производство угля с применением открытых горных работ и «колокольных ям».
После обнаружения залежей серебра близ Карлайла в 1133 году английское хозяйство испытало серебряный бум. Полукруг рудников, пролегавший в Камберленде, Дареме и Нортумберленде, производил огромные объёмы серебра. Каждый год добывалось три или четыре тонны металла — этот показатель превосходил годовую добычу металла по всей Европе более чем в десять раз. Хозяйство прилегающих к центрам добычи территорий стало быстро развиваться, король же довольствовался увеличением своего финансового состояния. Оловянными столицами были Корнуолл и Девон. Металл добывался путём разработки аллювиальных месторождений, а руководство работами осуществляли специальные органы, Парламенты Оловянного рудника и Суды Оловянного рудника. Олово стало ценным экспортным товаром, изначально поставлявшимся преимущественно в Германию, а затем, в конце XIV века, — также в Нижние земли. Свинец, как правило, являлся побочным продуктом процесса добычи серебра. Основные месторождения располагались в Йоркшире, Дареме и в целом на севере страны, а также в Девоне. Свинцовые рудники в редких случаях обладали экономической устойчивостью, и их существование субсидировалось серебряной отраслью.

### Торговля, производство и города

#### Рост городов
После окончания Анархии 1135—1154 годов число небольших городов стало скоро возрастать. К 1297 году появилось 120 новых городков, а в 1350 году, когда рост прекратился, в стране было около 500 городов. Многие поселения были созданы решением властей. К примеру, Ричард I основал Портсмут, Иоанн I повелел создать Ливерпуль, а их преемники стояли у истоков Хариджа, Стоуни-Стратфорда, Данстебла, Ройстона, Балдока, Уокингема, Мейденхеда и Рейгейта. Расположение для новых поселений выбиралось из соображений близости к торговым путям, и лишь затем власти обращались к критерию оборонительных преимуществ местности. Улицы проектировались таким образом, чтобы обеспечить удобный доступ к городскому рынку из любой точки поселения. Естественно, вместе с ростом числа городов росла и доля англичан, поддавшихся урбанизации. Предполагается, что в 1086 году доля горожан в общей численности населения составляла 5,5 %, а в 1377 году показатель находился уже на уровне 10 %.
Лондон занимал особое положение в английской экономике. Аристократы приобретали в столице товары роскоши и пользовались изысканными услугами. Уже в 1170-х годах лондонские рынки могли предложить покупателю такие экзотические продукты, как специи, фимиам, пальмовое масло, драгоценные камни, шелка, меха и заморское оружие. Главный город славился не только развитой торговлей, но и высокой производственной активностью. В Лондоне было множество кузниц, осуществлявших в том числе декоративную ковку и изготавливавших ранние часовые механизмы. Популярностью в столице пользовался пьютер, сплав олова и свинца. Впрочем, оживлённая торговля происходила и в провинциальных городах. В крупных городах наподобие Ковентри проживали горожане более 300 профессий, в то время как в Дареме и других небольших поселениях находились мастера 60 различных направлений. Растущее благосостояние знати и духовенства выразилось в строительстве многих соборов и прочих презентабельных зданий в больших городах. При возведении кровли зданий был востребован свинец.
Наземная перевозка обходилась многократно дороже, нежели речной или морской транспорт. Реки некоторых городов (Йорка, Эксетера, Линкольна) были проходимы для судов и позволяли попасть в океанские воды. В случае небольшой отдалённости от побережья такой город мог выполнять функции морского порта. С другой стороны, процветали и настоящие морские порты. В Бристоле XIII века происходила выгодная торговля вином с Гасконью, которая в то время была английской провинцией. При всём этом доля английской судостроительной отрасли в общей структуре национальной экономики была скромной. В XIII веке имели распространение транспортировочные предприятия, существовали и транспортные брокеры, сводившие перевозчиков и торговцев. Среди наземных транспортных путей главными были четыре: Эрминская и Икнилдская дороги, Фосс-Вэй и Уотлинг-стрит. В XII веке было построено множество мостов, улучшивших торговую инфраструктуру Англии.
В XIII веке Англия, как и ранее, экспортировала продукцию с преимущественно низкой добавленной стоимостью. Сырьё поставлялось в Европу гораздо чаще, чем обработанная или готовая продукция. Среди исключений следует выделить высококачественные ткани из Стэмфорда и Линкольна, в том числе знаменитую окрашенную «Линкольн Скарлет» (англ. Lincoln Scarlet). К середине XIV века торговля тканями практически прекратилась, несмотря на попытки короля стимулировать процесс обмена.

#### Расширение предложения денег
Число эмиссионных центров в стране постепенно сокращалось. При правлении Генриха II только 30 городских районов сохранили право использовать своих чеканщиков. Контроль за выпуском денег ужесточался в течение всего XIII века. К восшествию на престол Эдуарда I вне столицы находилось всего девять монетных дворов. Ввиду потребности в увеличении количества денег Эдуард учредил должность управляющего Монетным двором (англ. Master of the Mint), который должен был осуществлять надзор за девятью провинциальными центрами и тридцатью лондонскими печами. Сумма денег в обращении в рамках рассматриваемого периода существенно возросла. До норманнского нашествия в ходу было около £50 000 в монетах, в то время как в 1311 году общая стоимость монет превышала £1 миллион. При этом необходимость хранения денег для финансирования будущих военных кампаний обусловила вывод значительной части монет из обращения. Другим фактором, снизившим обращаемую долю денег, стал отток монет за рубеж в форме платежей. Эти явления вызывали всплески временной дефляции в английской экономике, когда покупательная способность денег возрастала и товары дешевели. Увеличение предложения денег сказалось и на способе их хранения. Монеты, находившиеся в провинциальных казначействах, складывались в бочки и кули и использовались королём во время путешествий по стране.
Дробной единицей английского фунта являлся шиллинг, 20 шиллингов составляли один фунт. В то же время один шиллинг был эквивалентен 12 пенсам, то есть фунт составляли 240 пенсов.

#### Расцвет гильдий
Первые английские гильдии появились в начале XII века. Организации такого типа являлись объединениями коллег-профессионалов, созданными для совместного управления ценами, вопросами качества, обеспечения благосостояния своих членов, а также для подавления внешнего вмешательства и мошенничества. Среди ранних гильдий были и купеческие, организовывавшие работу местных рынков и представлявшие сословие в переговорах с представителями короля. Другие гильдии объединяли ремесленников разной специализации. В 1130 году в шести английских городах действовали гильдии ткачей, валяльщики же имели организацию в Уинчестере. В последующие десятилетия гильдий становилось больше, часто они были вовлечены в политические процессы локального и национального масштаба. Со временем гражданские торговые гильдии во многом были вытеснены санкционированными королём органами того же рода.
Ремесленнические объединения работали результативно только в том случае, если рынки функционировали устойчиво, а доходы и экономические возможности членов находились на сопоставимом уровне. В преддверии XIV века такие условия соблюдались лишь изредка, причём имелась тенденция ко всё большей нестабильности. Кризис гильдейского устройства начался в столице. Старая система разрушалась, поскольку многие торговые потоки вышли на государственный уровень, и ремесленники уже не могли одновременно и производить, и продавать товары. Кроме того, всё сильнее становился разрыв в доходах между преуспевающими и бедными мастерами. Как следствие, в годы правления Эдуарда III многие гильдии перешли в статус компаний или ливрейных компаний. Ливрейными компаниями назывались уполномоченные королевской хартией организации, занимавшиеся преимущественно торговлей и финансовыми операциями. Система гильдий продолжила существование в форме объединений не очень крупных и не очень богатых ремесленников.

#### Торговля и создание королевских ярмарок
Указанный период примечателен развитием королевских ярмарок (англ. Charter fairs), достигших расцвета в XIII веке. Ещё с XII столетия многие города получили королевскую хартию с дозволением проводить ярмарку в течение двух или трёх дней один раз в год. Покупателями выступали большей частью местные жители. В течение следующих ста лет практика получила большее распространение. Между 1200 и 1270 годами короли издали более 2200 хартий с указами о создании рынков и ярмарок. Интерес к подобным мероприятиям возрастал с увеличением объёмов международной торговли шерстью. Ярмарки позволяли английским производителям и портовым предприятиям восточного побережья взаимодействовать с иностранными купцами в обход жаждавших прибыли посредников. В то же время английские магнаты в большом количестве приобретали специи, воск, заготовленную рыбу и зарубежные ткани, привозимые на ярмарки иностранными торговцами. Подобные сделки также позволяли избежать посредничества лондонских купцов.
Проведение некоторых ярмарок становилось крупным международным событием. В течение года проходила целая череда фестивалей: в Великий пост торговцы собирались на ярмарку в Стэмфорде, на Пасху купцы съезжались в Сент-Ивс, в июле наступало время бостонской ярмарки, главным событием сентября становилась торговля в Уинчестере, а в ноябре всех принимал Нортгемптон. Между большими встречами проводились менее значимые ярмарки. Английские фестивали были не столь велики, как Шампанские ярмарки, но их также можно было причислять к крупным по европейским меркам событиям. Например, Великая ярмарка Сент-Ивс проходила в течение четырёх недель и привлекала гостей из Фландрии, Брабанта, Норвегии, Германии и Франции. На время ярмарки весь город превращался в «большой коммерческий рынок».
Структура ярмарок свидетельствовала о большом весе иностранных купцов в английской экономике. В 1273 году всего треть рынка английской шерсти контролировалась местными торговцами. В 1280—1320 годах торговля страны находилась во влиянии итальянских купцов. В начале XIV века их позиции пошатнулись под натиском немецких конкурентов. Ганзейские торговцы сформировали в Лондоне независимый альянс, позже получивший название «Купцы Стального двора» (англ. Merchants of the Steelyard). Статус германских предпринимателей соответствовал Великой хартии 1303 года, освободившей их от уплаты привычных для иностранцев пошлин. Реакцией стало создание в 1314 году в Кале, позже завоёванном англичанами, организации «Купцов Скобяного двора» (англ. Merchants of the Staple). Купцы были уполномочены королём на ведение монопольной торговли английской шерстью в Европе.

#### Вклад еврейского сообщества
Евреи по-прежнему занимались в Англии ростовщичеством и банковским делом. В XII веке численность еврейской общины возросла за счёт иммигрантов, спасавшихся от боевых действий в области Руана. Представители диаспоры жили не только в столице, но и в одиннадцати других крупнейших городах страны. Большинство находилось в восточной части Англии, вблизи основных торговых центров и монетных дворов. Важным критерием при выборе места проживания являлся оборонительный потенциал того или иного поселения. Еврейское меньшинство часто подвергалось преследованиям со стороны местных жителей, и поэтому евреи всегда располагались неподалёку от пригодных для укрытия замков. К моменту начала Анархии 1135—1154 годов еврейские предприятия процветали, а в числе их клиентов был и король.
В годы правления Генриха II еврейские финансисты стали богаче. Во всех основных городах Англии существовали еврейские центры, меньшие поселения наподобие Виндзора купцы-иудеи посещали время от времени. Генрих II старался использовать коммерческие способности евреев в качестве «инструмента сбора денег для Короны». Монарх поместил общину под особую королевскую защиту. Йоркские евреи предоставляли цистерцианскому ордену крупные займы на приобретение земель, благодаря чему процветали. Некоторые купцы сообщества, как, к примеру, Аарон Линкольнский, стали необычайно состоятельны. После его смерти было учреждено специальное королевское ведомство, занимавшееся разделением имущества и обязательств коммерсанта.
На исходе жизни Генрих II прекратил сотрудничество с еврейскими финансистами и начал вести в отношении общины агрессивную политику. Как и жители королевских земель, евреи облагались тальей, размер которой определялся самим Генрихом. Нередко купцы терпели наказания в форме штрафов. Англию Ричарда Львиное Сердце захлестнула волна антисемитизма. После уничтожения йоркских евреев, сопровождаемого уничтожением ряда финансовых документов, король запретил коммерсантам ведение дел вне семи установленных городов. Ричард придал контролю за финансовой деятельностью евреев институциональное выражение, создав так называемое «Еврейское казначейство». В начале своего правления Иоанн Безземельный проявлял к сообществу довольно мирное отношение, однако позже, как и его брат, подверг евреев гонениям. Он вымогал деньги у финансистов, лишая свободы наиболее успешных из них и освобождая заключённых только после выплаты новой тальи. Одним из заключённых оказался Исаак Нориджский. В годы Первой баронской войны (1215—1217) евреи снова оказались атакованы антисемитами. Генрих III вновь создал для предпринимателей безопасные условия, благодаря которым коммерсанты смогли вернуть часть былого состояния и возобновили налоговые выплаты. Ближе к концу XIII века община обеднела и была окончательно изгнана из Англии Эдуардом I в 1290 году. Освободившуюся в английской экономике нишу заняли европейские коммерсанты.

### Государственное управление и налогообложение
В XII веке норманнские короли предприняли несколько попыток придания формального статуса феодальному правительству, созданному после завоевания. Завладев Англией, лидер норманнов получил доход из собственного домена, а также в форме денежных налогов и штрафов. Преемники первых королей ощутили потребность в увеличении поступающих в казну средств. Главным мотивом для повышения дохода была необходимость в оплате услуг наёмных воинов. Первым способом привлечения денег выступила эксплуатация возможностей феодальной системы. Была принята французская модель «феодальной поддержки» (англ. Feudal aid), при которой вассалы лорда (а также их вассалы и т. д.) уплачивали ему некоторую сумму денег, если того требовали обстоятельства. Увеличить казну можно было и путём взимания скутагия — сбора с держателей рыцарских феодов, не желавших служить в королевских войсках. Другой способ заключался в реформировании системы налогообложения. Старый денежный налог со временем становился всё более неэффективным, так как постоянно возрастало число освобождённых от уплаты подданных. Взамен Короли постепенно внедряли альтернативные земельные налоги — талью и керекидж. Нововведения были крайне непопулярны среди населения, и в Великой хартии вольностей 1215 года эти налоги, наряду с феодальной нагрузкой, были осуждены и во многом ограничены. Продолжая процесс формализации королевских доходов, Генрих I создал должность Канцлера казначейства. Чиновник занимался в том числе поддержкой «Великих рулонов» — сборника финансовых документов, первые из которых были составлены в 1130 году. Эти свидетельства ныне представляют большую ценность для исследователей королевских финансов и средневековых цен.
Суровые меры, впрочем, не помогали королям стабилизировать свои денежные потоки. Примерно в середине XIII века произошёл переход от старой системы земельных податей к новой концепции смеси прямых и косвенных налогов. Тогда же Генрих III ввёл в оборот практику консультаций с крупнейшими аристократами по вопросам налогообложения. Такая система позволяла рассчитывать на утвердительное решение старого парламента при рассмотрении проектов новых налогов. С 1275 года были введены налоги на шерстяную продукцию и шкуры, а в 1303 году Великой хартией были установлены дополнительные сборы с иностранных купцов. В 1347 году в действие вступили положения о паундидже: каждый фунт импортируемых или экспортируемых товаров облагался налогом в один шиллинг. 1340 год ознаменован окончательным упразднением тальи в соответствии с указом Эдуарда III. Общая динамика королевских доходов в период с 1086 по 1290 год с трудом поддаётся оценке. Казна Эдуарда I начала XIV века была беднее, чем имущество Генриха II в 1100 году. За двести лет королевская доля в общей структуре национального дохода существенно снизилась.
На заре средневековья в английских городах устоялся особый порядок (англ. Burgage) отношений собственников недвижимого имущества и его пользователей. Жильцы гораздо чаще оплачивали кров в денежной форме, нежели оказывали арендодателю трудовые услуги. Развитие налоговой системы городов обусловило появление следующих сборов, величину которых в некоторых пределах могли регулировать главы поселений:
- маридж[англ.] уплачивался на содержание стен, укреплений и т. п.,
- павидж[англ.] назначался для поддержания улиц,
- понтаж[англ.] был временным налогом, взимаемым для ремонта мостов[147].

Указанные налоги и развитое торговое право (лат. lex mercatoria) создали основу для осуществления экономической власти в городах.
В XII веке опасности подверглись оставшиеся права несвободных крестьян. Идея закрепления принципов отработочной ренты в английском Общем праве имела ряд влиятельных сторонников. В результате Великая хартия вольностей уполномочила феодальных землевладельцев урегулировать дела, связанные с феодальным трудом и штрафами, в своих собственных помещичьих судах, не прибегая к королевскому правосудию. Формирование такой системы взаимоотношений лорда и крестьян имело множество экономических последствий. Несвободных крестьян возмущало их положение, впрочем, доступ к сельскохозяйственным участкам представлял для них не меньшую ценность, чем воля. Достаточно нетривиальный выбор между освобождением с утратой земли и продолжением сервитута не все крестьяне совершили одинаково. Меньшая часть подневольных работников продолжила служение лорду за право использовать надел. Контроль над помещичьими судами приносил феодалам немалый доход и, что даже более важно, позволял умело эксплуатировать своё право собственности в конце рассматриваемого периода, когда земля стала дефицитным ресурсом. Появилась тенденция к снижению результативности некоторых работ, к которым феодалы принуждали местных крестьян. Комплекс таких работ регламентировался обычаем, также вызывавшим недовольство подневольных. К концу XIII века производительность несвободного труда значительно уступала производительности вольных работников, чей труд оплачивался. Некоторые землевладельцы восприняли тенденцию и старались перейти от использования обязанных крестьян к найму свободного труда.

## 1290—1350 годы

### Великий голод
Предпосылками Великого голода 1315—1322 годов стали острые кризисные явления в сельском хозяйстве Англии. Голод был вызван последовательностью неурожаев в 1315, 1316 и 1321 годах. Нехватка пищи и корма совпала с массовым падежом овец и волов (1319—1321) и вспышкой эрготизма, вызванной остатками пшеницы. Многие англичане стали жертвами голода и после 1317 года. По некоторым данным, крестьяне были вынуждены питаться кониной, собачатиной, кошатиной. Говорилось и о случаях каннибализма в отношении детей, однако подобные сообщения принято считать преувеличением. В этих условиях королевские леса часто подвергались браконьерству и иным видам посягательств, которые иногда приобретали массовый характер. Поголовье овец и крупного рогатого скота уменьшилось наполовину, шерсть и мясо стали менее доступны, и цены на пищу почти удвоились. Особенно резкий рост наблюдался в цене на зерно. Цены на продовольствие оставались столь же высокими на протяжении последующего десятилетия. Промозглая погода стала причиной резкого роста цен на соль.
Продовольственный кризис усугубился под влиянием ряда факторов. За годы до голода экономический рост сильно замедлился, и сельское население страны уже испытывало затруднения в ведении хозяйства. Согласно оценкам исследователей, около половины крестьян испытывали дефицит земельных ресурсов или проблемы из-за их низкого качества, что не позволяло работникам обеспечить себя и семьи средствами к существованию. Новые земли, недавно вошедшие в оборот, или старые угодья, используемые более интенсивно, достаточно часто были совершенно бесплодны. Погода также стала одной из причин голода. В 1315—1316 и 1318 годах шли проливные дожди, а зима была удивительно холодной. В совокупности эти явления оказали негативное воздействие на урожаи и запасы. В 1320-х годах дожди сменились засухой и ещё одной лютой зимой 1321 года, которые препятствовали восстановлению сильно ослабленного хозяйства. Болезни, в известной степени вспыхнувшие независимо от нехватки пищи, поразили как богатые, так и бедные классы населения. Начало Столетней войны в 1337 году сделало процесс восстановления экономики ещё более трудным. Разумеется, Великий голод отрицательно сказался на до того стабильно возрастающих демографических показателях, теперь население Англии убывало. При всём этом английское хозяйство было «глубоко потрясено, но не уничтожено».

### Чёрная смерть
Пандемия чумы, известная как «Чёрная смерть», впервые достигла Англии в 1348 году, повторно возникая в 1360—1362, 1368—1369, 1375 годах и менее регулярно в последующие годы. Чума мгновенно сказалась на состоянии экономики, унеся множество жизней: погибло около 27 % состоятельных англичан, а в крестьянской среде смертность составила 40—70 %. Некоторые поселения были покинуты во время самой пандемии, другие сильно пострадали или были почти уничтожены. Власти прилагали усилия к тому, чтобы встретить бедствие организованно, но масштабы разрушений были огромны. Строительные работы прекратились, на многих рудниках была остановлена добыча. Краткосрочная политика властей заключалась в попытках регулирования уровня заработной платы и восстановления докризисных условий труда. Долгосрочные последствия катастрофы, тем не менее, оказались более глубокими и менее контролируемыми. Английское общество и хозяйство находились в бедственном положении ещё более ста лет, хотя объективные предпосылки к восстановлению существовали. Колоссальное воздействие кризиса на сельское хозяйство, заработную плату и цены продолжалось до конца Средних веков.

## 1350—1509 годы
Упадок 1290—1348 годов и последовавшая пандемия породили множество проблем для английской экономики. В течение десятков лет после вспышки чумы её разрушительное воздействие дополнялось необходимостью несения расходов на ведение Столетней войны. В 1381 году на территории Англии началось Крестьянское восстание Уота Тайлера. Агрессия непокорных крестьян была подавлена, однако во многом благодаря мятежникам некоторые пережитки феодального экономического порядка были преодолены. Главной формой хозяйства в сельской местности стали поместья-фермы, которые принадлежали или были арендованы представителями нового класса нетитулованного дворянства — джентри. Аграрное хозяйство Англии находилось в удручающем положении на протяжении всего XV века. Лидирующей по темпам роста отраслью стала торговля английскими тканями. Кризисные явления сказались не только на экономике в целом, но и на её пространственном аспекте. Столица, южная и западная части страны несколько улучшили своё положение за счёт бедствовавших старых городов и восточных регионов. В представлении англичан купцы и торговый сектор вообще приобрели больший вес, принималось во внимание их значение для хозяйства и государства. Отношение общества к институту ростовщичества изменилось в лучшую сторону. Считается, что на экономическое сознание англичан оказали влияние идеи ренессансного гуманизма.

### Государственное управление и налогообложение
Лидеры Англии попытались снизить отрицательное воздействие предстоящих кризисных явлений ещё до начала пандемии. В 1349 году парламент издал Постановление о работниках, а в 1351 году свет увидело Положение о работниках. Документы стали одними из первых источников трудового права в Англии. С ростом заработных плат и цен предпринимались новые акты государственного регулирования, во многом подавлявшие класс землевладельцев. В 1363 году парламент попытался установить централизованное руководство ремесленным производством и торговлей, однако полномочий заседатели не получили. Королевские суды тратили больше времени (к 1370-м годам — около 70 %) на восстановление утраченного порядка в области трудовых отношений. Многие собственники земли, используя местные помещичьи суды, стремились заменить денежную форму получаемой ренты на отработочную. В ответ жители деревень, также используя каналы правосудия, пробовали ограничить действия местного феодала. Правовой основой претензий крестьян была Книга Страшного суда. В то время как оплата труда бедных классов повышалась, власти пробовали вернуть к действию сумптуарные законы, ограничивавшие население в потреблении товаров роскоши. Решение было принято в 1363 году, и правительство, пытавшееся таким образом урегулировать спрос и потребление, запретило низшим слоям общества приобретение некоторых продуктов высокого качества и статуса.
В 1370-х годах руководящие органы испытали недостаток средств для финансирования войны с Францией. Общее воздействие Столетней войны на экономику Англии оценивается разными исследователями практически противоположным образом. Некоторые учёные считают, что высокие налоги, требуемые для поддержания войск, «сжали и истощили» хозяйство, другие склонны считать воздействие менее значимым или вообще говорят о нейтральном характере влияния. В результате правительство сочло действовавший порядок финансирования кампании слишком трудным, и с 1377 года власти обратились к системе подушных окладов, которая должна была переложить налоговое бремя на всё английское общество.

#### Крестьянское восстание 1381 года
В 1381 году началось восстание недовольных экономической и политической системами крестьян. Протест жителей сельской местности перерос в масштабное противостояние, завершившееся вторжением тысяч повстанцев в Лондон. Мятежники имели множество требований, в числе которых были ликвидация крепостнической системы и установление верхнего порога величины земельной ренты. Последовавшие всплески насилия застали политиков врасплох, и начавшееся летом восстание было полностью подавлено только осенью. Около 7 тысяч участников волнений были затем казнены. Осознав опасность протекавших общественных процессов, парламент отказался от дальнейшего сбора подушных окладов. Новым источником военного финансирования стала система косвенных налогов на международные торговые операции. 80 % налоговых поступлений обеспечивали экспортёры шерсти. Прямые налоги собирались на исторически высоком уровне до 1422 года, хотя в конце этого периода их величина была несколько снижена. Новые короли, применяя такие ставки, довольствовались весьма нестабильным доходом: Генрих VI за год получал налогов вдвое меньше, чем его предшественники в конце XIV века. Монархи впадали в большую зависимость от ссуд и принудительных займов, требовавшихся для покрытия разницы между налоговыми поступлениями и расходами. Высокие ставки спровоцировали несколько восстаний, в частности, Йоркширский мятеж 1489 года и Восстание корнцев в 1497 году.

### Сельское хозяйство, рыбная ловля и горное дело

#### Крах доменов и становление системы ферм
Сельскохозяйственный сектор английской экономики, самая крупная её составляющая, преобразился под влиянием Чёрной смерти. Вызванный чумой недостаток рабочей силы способствовал быстрому росту оплаты наёмного труда. Резкий скачок в уровне дохода работников сменился умеренным, но постоянным повышением, продолжавшимся на протяжении XV века. Как следствие, условия жизни и пищевой рацион работников непрерывно улучшались. Ещё до начала пандемии трудовое население Англии заменяло потребление ячменя пшеничными и ржаными продуктами, при этом мяса на столе работника становилось больше, а хлеба — меньше. Новые условия, располагавшие к увеличению качества питания, благоприятствовали укреплению тенденции. С другой стороны, сократилась численность населения, спрос упал, и положение крупнейших землевладельцев стало крайне затруднительным. Снизившийся спрос и возросшая оплата труда совпали со снижением дохода от помещичьих судов, вызванным последствиями Крестьянского восстания 1381 года. Собственники тщились повысить величину взимаемой ренты, но в конце XIV века объём выплат со стороны крестьян снизился. С 1380-х по 1420-е годы доход землевладельцев из данного источника упал приблизительно на 55 %.
Светские и церковные землевладельцы находили разные способы решения проблемы. Как правило, они сильно сокращали расходы на ведение сельского хозяйства, и многие угодья выходили из оборота. Иногда жители оставляли целые поселения, всего же в течение рассматриваемого периода были покинуты примерно полторы тысячи деревень. Собственники земли отказались от использования системы прямого управления доменом, принятой с 1180-х годов, и перешли к практике сдачи больших участков земли в аренду. Изначально земля и скот переходили в пользование нанимателя вместе. Со временем эта схема стала бесполезной, и единственным предметом договора аренды осталась земля. В пользование нанимателей сдавались и земельные участки церквей, осуществлявших сбор десятины с прихожан. Процесс подогревался склонностью высших слоёв духовенства распоряжаться доходами по своему усмотрению, а не направлять их обратно на развитие местного клира. Так, в 1535 году около 39 % приходской десятины было централизовано. Трансформация экономического порядка сделала причастных к зарождающейся культуре фермерства джентри одним из важных сословий. По оценкам историков, распределение прав собственности на землю по-прежнему было неравным: знать владела 20 % участков, церкви и королю принадлежали 33 %, джентри удалось получить 25 %, в то время как крестьянские фермеры располагали оставшимися 22 %. Внедрение всевозможных новшеств преобразило методы ведения сельского хозяйства. В частности, в XIV веке для вспашки полей стали часто использоваться лошади — так аграрии компенсировали утрату волов в голодные годы.

#### Статус крестьянства
Процессы освобождения крестьян и трансформация феодальной системы Англии с трудом поддаются формализации. Отчасти это вызвано тем, что фактическое обретение свободы крестьянами произошло до правового оформления их нового статуса. С появлением институтов копигольда и фригольда различие между дворянско-купеческим и крестьянским правом пользования землёй практически стёрлось. Если ранее крестьяне отплачивали феодалу барщиной и натуральным оброком, а купцы и дворяне — деньгами (или же право пользования предоставлялось бесплатно), то теперь весь доход землевладельца формировался из денежных поступлений. Коммутация ренты, впрочем, не являлась гарантией свободного хозяйствования для всего крестьянского сословия. По данным Джеймса Роджерса, в 1130 году свободу получили около трети работников. Ричард Тоуни сообщал, что на исходе рассматриваемого периода, в XVI веке, 20 % крестьян обладали статусом фригольдера, 2/3 сельских жителей всё ещё являлись копигольдерами и 1/8—1/9 часть крестьян работала на правах лизгольдера, то есть арендатора земельного участка. Уже по окончании эпохи Средневековья начался процесс огораживания участков копигольдеров, который привёл к опустошению целых поселений. При этом большинство подобных сделок проходило при согласии крестьян. Ликвидация феодальной зависимости и высвобождение рабочей силы обусловили переход Англии к капиталистической формации.

#### Лесное хозяйство, рыбная ловля, горное дело
Площадь королевских лесов продолжала сокращаться, а их экономическая значимость снижалась. С 1348 года, а особенно после событий Крестьянского восстания 1381 года, правоприменение в области лесного права осложнилось. К XV веку леса были только «тенью самих себя в прошлом» в размерах и хозяйственной важности. Рыболовная отрасль, напротив, неуклонно развивалась. В XV веке английские купцы и коммерсанты уже содержали рыболовные флоты, насчитывавшие до ста судов. Сельдь пользовалась наибольшим спросом, однако со временем преуспевающие предприятия рыболовной отрасли перешли на ловлю трески и другой глубоководной рыбы в водах Исландии. Столь значимое для магнатов рыболовства производство соли тем не менее находилось в упадке из-за конкуренции со стороны французских предпринимателей. Использование дорогостоящих пресноводных прудов для разведения рыбы в поместьях стало менее распространённым. Взамен джентри и аристократы приобретали пресноводную рыбу у коммерческих речных хозяйств.
Повышенный спрос как на обыкновенные товары, так и на предметы роскоши обеспечил в целом благоприятные условия для развития добывающей отрасли. Добыча корнского олова упала в чумные годы, и цена на продукцию повысилась в два раза. Объёмы экспорта олова рухнули, но через несколько лет металл снова стал вывозиться в больших количествах. В начале XVI века доступные аллювиальные отложения олова в Корнуолле и Девоне начали истощаться. Чтобы поддержать объёмы предложения на соответствующем уровне, для добычи этого металла стали применяться методы «колокольных» и открытых горных работ. Производство свинца расширилось: в 1300—1500 годах показатели выпуска выросли почти вдвое. Дерево и древесный уголь упали в цене после пандемии, поставив в сложное положение производителей ископаемого угля. Данная область хозяйствования находилась в тяжёлом состоянии до конца Средних веков, однако производство в небольших масштабах продолжалось на всех основных месторождениях. На подъёме находилась добыча железа. В XV веке центром производства руды стала область Уилд на юго-востоке страны. Использование гидросилового оборудования позволило области обойти предыдущего лидера — лес Дина. Первая английская доменная печь — важнейшее новшество для процесса выплавки металла — появилась в 1496 году в Эшдаунском лесу Уилда.

### Торговля, производство и города

#### Уменьшение городов
Процент англичан, проживавших в городах, возрастал, но в абсолютных величинах население городов уменьшилось. Особенно явно разрушительные последствия чумы проявлялись на востоке, до того благоденствовавшем. Роль восточных портов в английском хозяйстве была уже не первостепенной, так как интенсивность торговли через Лондон и города юго-запада увеличилась относительно предыдущих периодов. Торговые пути Англии совершенствовались: для некоторых дорог сооружалось до тридцати мостов над реками и прочими препятствиями. При этом транспортировка грузов по воде всё ещё обходилась дешевле. Использование кораблей было настолько выгодно, что столичные купцы получали лес из Балтики, а юг Англии пользовался нормандским камнем. Судостроение впервые приобрело статус одной из основных отраслей экономики. Ведущими предприятиями данного сектора стали верфи юго-западной части страны. Вложение денег в производство коггов и других классов торговых судов стало, возможно, крупнейшей формой инвестирования на закате английского средневековья.

#### Развитие торговли
Производимая в Англии ткань завоёвывала рынки Европы в XV и начале XVI столетия. Если в 1347 году страна почти не экспортировала ткани, то в начале XV века годовой объём экспорта составлял около 40 тысяч единиц товара. Первый пик был достигнут в 1447 году, когда из страны вывозилось 60 тысяч единиц. В середине XV века показатели немного спали, показав затем быстрый рост: в 1540-х годах Англия экспортировала 130 тысяч фрагментов ткани в год. Главные предприятия отрасли сместились на запад. Ранее основное производство располагалось в Йорке, Ковентри и Норидже, теперь же сектор возглавляли хозяйства долины реки Стаур, йоркширского Вест-Райдинга, Эксетера и Котсуолдс.
Операции по продаже шерсти и тканей теперь осуществлялись в основном английскими купцами, а не иностранцами. По разным оценкам, англичане контролировали от 66 до 75 % экспорта в 1360-х годах, к началу XV века доля контролируемого вывоза возросла до 80 %. В 1400 году половина этого экспорта проходила через Лондон, а в 1540 году столица экспортировала 83 % шерсти и тканей. В Лондоне увеличивалось число уполномоченных королевской хартией торговых компаний, таких как Почтенная компания торговцев мануфактурой и Компания купцов-авантюристов Лондона. Всё чаще английские коммерсанты не становились должниками, а, наоборот, кредитовали европейских покупателей. Некоторые ростовщики преследовались властями в судебном порядке.
Торговый сектор Англии постигли и некоторые проблемы. Попытки британских купцов сломить конкуренцию ганзейцев в балтийском регионе и торговать с местными предпринимателями напрямую не увенчались успехом, поскольку политическая обстановка в Англии 1460—1470-х годов была дестабилизирована вооружёнными конфликтами в рамках Войны роз. Объёмы торговли вином со всё ещё принадлежавшей английской короне Гасконью снизились в два раза из-за войны с французами. В итоге Англия потеряла провинцию, а вместе с ней и доминирующее положение страны на винном рынке. Утрата Гаскони сказалась даже на процветающем Бристоле, вернувшемся к развитию несколько лет спустя, когда вино снова стало поступать в страну через порт. Безусловно, провал на балтийских и гасконских рынках в XV веке отрицательно сказался на уровне потребления вина и меха английскими аристократами и джентри.
Производственный сектор укреплялся, и наиболее ощутимые изменения коснулись южной и западной частей страны. Французы несколько раз атаковали прибрежные английские города, но в целом война была выгодна для портов. Большие затраты на создание флота положительно воздействовали на экономику центров строительства. Кроме того, в водах юго-западной Англии обосновались пираты, захватывавшие иностранные корабли. Условия развития металлообрабатывающих предприятий были одними из самых комфортных. В особенности преуспевали производители пьютера — этот продукт был вторым после тканей экспортируемым товаром. В одном лишь Лондоне насчитывалось около сотни мастеров, изготавливавших сплав. Работа с оловом была одной из важных составляющих столичной экономики, впоследствии же предприятия по производству пьютера были открыты и в одиннадцати крупнейших городах Англии. Обработка золота не перестала быть одним из важных генераторов продукции в Лондоне, но темпы роста сектора замедлились. Всего в престольном городе действовали около 150 ювелирных мастерских. Первая английская чугунная пушка была отлита в 1509 году. Увеличилось число гильдий, объединявших обработчиков железа: в 1300 году действовало три таких организации, а в 1422 году их было четырнадцать.
Подобное положение вещей послужило причиной притока средств в страну. Богатые англичане, в свою очередь, отреагировали на процесс покупкой зарубежных товаров роскоши. В 1391 году корабли регулярно привозили в Англию «слоновую кость, зеркала, иконы, доспехи, бумагу… окрашенные одежды, очки, картины из олова, бритвы, каламин, патоку, леденцы, печатные молоты, дискос… рога вола и огромные количества буазери». Заморские специи теперь входили в рацион почти всех представителей знати и джентри, причём количество потребляемого продукта варьировалось в зависимости от благосостояния семейства. Правительство импортировало большие объёмы сырья, в том числе меди, для производства оружия. Многие землевладельцы были склонны заниматься поддержкой одного большого замка, хотя ещё сто лет назад аристократы могли владеть дюжинами крепостей. Обосновавшись в одной резиденции, люди высокого происхождения могли сделать внутреннее убранство замка более роскошным, чем прежде. Купцы также стали обустраивать свои дома дороже.

#### Падение ярмарок
Со временем общественное и экономическое значение ярмарок стало угасать. Влиятельные купцы, особенно столичные, устанавливали прямые контакты с земельными собственниками и церковью для осуществления сделок вне ярмарок. В то же время увеличение численности купеческого сословия позволяло английским коммерсантам вытеснять конкурентов из других стран, оказывавших сильное влияние на ярмарочную торговлю. Контроль властей над торговыми потоками городов чрезвычайно ослаб, наиболее остро проблема стояла в новых поселениях, основанных ближе к концу XV века. Как следствие, статус королевской хартии был уже не таким весомым. К тому же торговля достигла такого уровня развития, который позволял приобретать необходимые товары на протяжении всего года, а не только в определённые дни. Однако, несмотря на все предпосылки, ярмарки проводились и в XV столетии. Большие торговые мероприятия позволяли купцам проводить торговые операции на региональном уровне, участники же могли довольствоваться более широким ассортиментом продукции. Кроме того, ярмарки часто служили платформой для обмена денег.

## Историография периода
Исследования экономики Англии в Средние века проводятся с 80-х годов XIX века. Одним из инициаторов процесса выступил английский юрист и историк Фредерик Уильям Мейтленд. Его работы были посвящены рассмотрению таких памятников права, как Книга страшного суда и Великая хартия вольностей. Мейтленд придерживался методологии исторической школы вигов, в которой главными предметами исследования были правительство и закон. Среди писателей поздней Викторианской эпохи существовала точка зрения о ключевой роли городов в трансформации средневекового хозяйства Англии. Мейтленд, вдохновлённый эволюцией норманнского права, утверждал, что между англосаксонской и норманнской экономическими системами наблюдается чёткий разрыв.
В 1930-е годы группа учёных Кембриджского университета во главе с Эйлин Пауэр применила альтернативную методологию к исследованию периода. Пауэр и коллеги включили в предмет исследования аграрный, археологический, демографический, поселенческий и ландшафтный факторы развития общества. Метод обогатился принципами неопозитивизма и приёмами эконометрики, находившимися в глубоком противоречии с научной традицией времён правления Виктории. Пауэр скончалась в 1940 году, и работу возглавил её ученик и муж Майкл Постан. По его мнению, основной движущей силой английской экономики средневековья была демография. В отчётливо мальтузианской манере Постан выдвинул гипотезу о том, что сельское хозяйство того времени практически не развивалось с технической точки зрения, и к началу XIV века аграрный сектор не мог отвечать требованиям растущего населения. В результате страну настигли неизбежный голод и экономический спад, вызванный процессом уравновешивания числа жителей страны и земельных ресурсов. Постан был одним из первых историков, подчёркивавших преемственность экономических систем до и после вторжения Вильгельма. Данная точка зрения была подкреплена археологическими свидетельствами, применявшимися для исследования предмета с 1950-х годов.
В 50-х годах взгляды Постана были раскритикованы марксистами — платформой для дискурса стал академический журнал Past & Present. Представители этой школы экономической мысли не отрицали ведущей роли сельского хозяйства для средневековой Англии, однако определяющее значение демографических процессов марксисты ставили под сомнение. Историки этого направления, следуя концепции Маркса, утверждали, что развитие и упадок аграрного сектора определялись способом производства и классовыми отношениями в рамках феодальной общественно-экономической формации. Согласно модели марксистов, кризис начала XIV века был вызван противоборством землевладельцев и крестьян за право обладания ресурсами, а также избыточным финансовым давлением знати на арендаторов земли. По мнению историков, схожие причины привели к восстанию крестьян в 1381 году и последующим «налоговым» мятежам. Фрэнк Стентон и другие историки считали центральной категорией экономического анализа феодальных отношений в крестьянских сообществах онор (англ. honour — «почёт») — большую территориальную единицу, объединявшую десятки поместий в различных графствах. Родни Хилтон развил идею о подъёме класса джентри как основе для понимания поздних Средних веков.
Ряд исследователей 70-х и 80-х годов подвергал критике как взгляды Постана, так и позицию марксистов. Новые, часто весьма детальные изыскания проводились с применением методов спасательной археологии. Обширные интерпретации общественных изменений и развития, предлагавшиеся историками прошлых поколений, в некоторой части были опровергнуты молодыми учёными. Исследования заставляли усомниться в действительном существовании и функционировании феодализма после первых лет правления норманнов. Дэвид Крауч и другие специалисты говорили о том, что по-настоящему феодальными были только правовая и фискальная системы, но не экономический уклад. Социологические и экономико-антропологические исследования современных хозяйственных систем, в том числе работы Эстер Бозеруп, выявили множество недостатков концепции демографической детерминированности экономических процессов, сторонником которой был Постан. Современные историки, работающие с предметом, говорят об английском средневековом хозяйстве как о «пересекающейся сети разрозненных сообществ», в которой принимаемые решения были результатом скорее независимого, чем детерминированного действия.

### A—B
- Aberth J. From the Brink of the Apocalypse: Confronting Famine, War, Plague and Death in the Later Middle Ages. — London: Routledge, 2001. — ISBN 0-415-92715-3.
- Abulafia D. The New Cambridge Medieval History: c. 1198-c. 1300. — Cambridge: Cambridge University Press, 1999. — ISBN 978-0-521-36289-4.
- Anderson M. British Population History: From the Black Death to the Present Day. — Cambridge: Cambridge University Press, 1996. — ISBN 978-0-521-57884-4.
- Archer R. E.; Walker S. Rulers and Ruled in Late Medieval England. — London: Hambledon Press, 1995. — ISBN 978-1-85285-133-0.
- Armstrong L.; Elbl I.; Elbl M. M. Money, Markets and Trade in Late Medieval Europe: Essays in Honour of John H. A. Munro. — Leiden: BRILL, 2007. — ISBN 978-90-04-15633-3.
- Astill G. General Survey 600—1300. — 2000.
- Astill G.; Langdon J. Medieval Farming and Technology: the Impact of Agricultural Change in Northwest Europe. — Leiden: BRILL, 2007. — ISBN 978-90-04-10582-9.
- Bailey M. Population and Economic Resources. — 1996.
- Barron C. London in the Later Middle Ages: Government and People 1200—1500. — Oxford: Oxford University Press, 2005. — ISBN 978-0-19-928441-2.
- Barnes C. F. A Note on Villard de Honnecourt and Metal. — 2005.
- Bartlett R. England under the Norman and Angevin Kings, 1075—1225. — Oxford: Oxford University Press, 2000. — ISBN 978-0-19-925101-8.
- Bayley J. Medieval Precious Metal Refining: Archaeology and Contemporary Texts Compared. — 2009.
- Beresford M. The Lost Villages of England. — 1998.
- Birrell J. Forest Law and the Peasantry in the Later Thirteenth Century. — 1988.
- Blair J.; Ramsay N. English Medieval Industries: Craftsmen, Techniques, Products. — London: Hambledon Press, 2001. — ISBN 978-1-85285-326-6.
- Blanchard I. Lothian and Beyond: the Economy of the „English Empire“ of David I. — 2002.
- Bolton J. K. English Economy in the Early Thirteenth Century. — 2007.
- Bork R. O. De Re Metallica: The Uses of Metal in the Middle Ages. — Aldershot, UK: Ashgate, 2005. — ISBN 978-0-7546-5048-5.
- Britnell R.; Hatcher J. Progress and Problems in Medieval England: Essays in Honour of Edward Miller. — Cambridge: Cambridge University Press, 2002. — ISBN 978-0-521-52273-1.
- Britnell R.; Dodds B. Agriculture and Rural Society after the Black Death: common themes and regional variations. — Hatfield, UK: University of Hatfield Press, 2008. — ISBN 978-1-902806-79-2.
- Brown R. A. Anglo-Norman Studies XI: Proceedings of the Battle Conference 1988. — Woodbridge, UK: Boydell, 1989. — ISBN 978-0-85115-526-5.
- Brown A. L. The Governance of Late Medieval England, 1272—1461. — Stanford: Stanford University Press, 1989. — ISBN 978-0-8047-1730-4.
- Burton J. E. Monastic and Religious Orders in Britain, 1000—1300. — Cambridge: Cambridge University Press, 1994. — ISBN 978-0-521-37797-3.

### C—G
- Cantor L. The English Medieval Landscape. — London: Croom Helm, 1982. — ISBN 978-0-7099-0707-7.
- Cantor L. Introduction: the English Medieval Landscape. — 1982.
- Cantor L. Forests, Chases, Parks and Warrens. — 1982.
- Carpenter D. The Struggle for Mastery: The Penguin History of Britain 1066—1284. — London: Penguin Books, 2004. — ISBN 978-0-14-014824-4.
- Church S. D. King John: New Interpretations. — UK: Boydell Press, 2007. — ISBN 978-0-85115-947-8.
- Cooper A. Bridges, Law and Power in Medieval England, 700—1400. — Woodbridge, UK: Boydell Press, 2006. — ISBN 978-1-84383-275-1.
- Coss P. From Feudalism to Bastard Feudalism. — 2002.
- Coss P.; Lloyd S. D. Thirteenth Century England II: Proceedings of the Newcastle Upon Tyne Conference 1987. — Woodbridge, UK: Boydell Press, 1988. — ISBN 978-0-85115-513-5.
- Craig J. The Mint: A History of the London Mint from A.D. 287 to 1948. — Cambridge: Cambridge University Press, 2011. — ISBN 978-0521170772.
- Crouch D. The Birth of Nobility: Constructing Aristocracy in England and France: 900—1300. — Harlow, UK: Pearson, 2005. — ISBN 978-0-582-36981-8.
- Danziger D.; Gillingham J. 1215: The Year of the Magna Carta. — London: Coronet Books, 2003. — ISBN 978-0-7432-5778-7.
- Dobbin F. The Sociology of the Economy. — New York: Russell Sage Foundation, 2004. — ISBN 978-0-87154-284-7.
- Douglas D. C. William the Conqueror: the Norman Impact upon England. — Berkeley: University of California Press, 1962.
- Dyer C. Everyday life in medieval England. — London: Hambledon, 2000. — ISBN 978-1-85285-201-6.
- Dyer C. Making a Living in the Middle Ages: The People of Britain, 850—1520. — London: Yale University Press, 2009. — ISBN 978-0-300-10191-1.
- Fletcher A.; MacCulloch D. Tudor Rebellions. — Harlow, UK: Pearson Education, 2008. — ISBN 978-1-4058-7432-8.
- Forey A. The Military Orders from the Twelfth to the Early Fourteenth Centuries. — London: Macmillan, 1992. — ISBN 0-333-46235-1.
- Fryde E. B.; Fryde N. Peasant Rebellion and Peasant Discontents. — 1991.
- Fryde N.; Monnet P.; Oexle O. Die Gegenwart des Feudalismus. — Göttingen, Germany: Vandenhoeck and Ruprecht, 2002. — ISBN 978-3-525-35391-2.
- Geddes J. Iron. — 2001.
- Gerrard C. Medieval Archaeology: Understanding Traditions and Contemporary Approaches. — Abingdon, UK: Routledge, 2003. — ISBN 978-0-415-23463-4.
- Given-Wilson C. An Illustrated History of Late Medieval England. — Manchester: Manchester University Press, 1996. — ISBN 978-0-7190-4152-5.

### H—M
- Hamilton J. S. Fourteenth Century England, Volume 4. — Woodbridge, UK: Boydell Press, 2006. — ISBN 978-1-84383-220-1.
- Hammond J. L.; Hammond B. The Village Labourer 1760–1832. — 1912.
- Harriss G. L. King, Parliament and Public Finance in Medieval England to 136. — Oxford: Clarendon Press, 1975. — ISBN 0-19-822435-4.
- Hatcher J. Plague, Population and the English Economy. — 1996.
- Hatcher J. The great slump of the mid-fifteenth century. — 2002.
- Harding A. England in the Thirteenth Century. — Cambridge: Cambridge University Press, 1997. — ISBN 978-0-521-31612-5.
- Hicks M. The Fifteenth Century 2: Revolution and Consumption in Late Medieval England. — Woodbridge, UK: Boydell, 2001. — ISBN 978-0-85115-832-7.
- Hillaby J. Jewish Colonisation in the Twelfth Century. — 2003.
- Hinton D. Archaeology, Economy and Society: England from the Fifth to the Fifteenth Century. — Abingdon, UK: Routledge, 2002. — ISBN 978-0-203-03984-7.
- Hodgett G. A Social and Economic History of Medieval Europe. — Abingdon, UK: Routledge, 2006. — ISBN 978-0-415-37707-2.
- Homer R. F. Tin, Lead and Pewter. — 2010.
- Huscroft R. Ruling England, 1042—1217. — Harlow, UK: Pearson, 2005. — ISBN 978-0-582-84882-5.
- Jones D. Summer of Blood: The Peasants' Revolt of 1381. — London: Harper, 2010. — ISBN 978-0-00-721393-1.
- Jordan W. C. The Great Famine: Northern Europe in the Early Fourteenth Century. — Princeton: Princeton University Press, 1997. — ISBN 978-0-691-05891-7.
- Keen L. Coastal Salt Production in Norman England. — 1989.
- Kermode J. Medieval Merchants: York, Beverley and Hull in the Later Middle Ages. — Cambridge: Cambridge University Press, 1998. — ISBN 978-0-521-52274-8.
- Kowaleski M. Warfare, Shipping, and Crown Patronage: The Economic Impact of the Hundred Years War on the English Port Towns. — 2007.
- Langdon J.; Astill G.; Myrdal J. Introduction. — 1997.
- Lawler J.; Lawler G. G. A Short Historical Introduction to the Law of Real Property. — Washington DC: Beard Books, 2000. — ISBN 978-1-58798-032-9.
- Lee J. The Trade of Fifteenth Century Cambridge and its Region. — 2001.
- Martinon-Torres M.; Rehren T. Archaeology, History and Science: Integrating Approaches to Ancient Materials. — Walnut Creek, California: Left Coast Press, 2009. — ISBN 978-1-59874-350-0.
- McFarlane K. B. England in the Fifteenth Century: Collected Essays. — London: Hambledon Press, 1981. — ISBN 978-0-907628-01-9.
- Miller E. The Agrarian History of England and Wales, Volume III: 1348—1500. — Cambridge: Cambridge University Press, 1991. — ISBN 978-0-521-20074-5.
- Myers A. R. England in the Late Middle Ages. — Harmondsworth, UK: Penguin, 1971. — ISBN 0-14-020234-X.

### N—Z
- Nightingale P. The growth of London in the medieval English economy. — 2002.
- Palliser D. M. The Cambridge Urban History of Britain: 600—1540, Volume 1. — Cambridge: Cambridge University Press, 2000. — ISBN 978-0-521-44461-3.
- Pilkinton M. C. Bristol. — Toronto: University of Toronto Press, 1997. — ISBN 978-0-8020-4221-7.
- Postan M. M. Some Social Consequences of the Hundred Years War (Economic History Review, XII). — 1942.
- Postan M. M. The Medieval Economy and Society. — Harmondsworth, UK: Penguin, 1972. — ISBN 0-14-020896-8.
- Pounds N. J. G. The Medieval City. — Westport, CT: Greenwood Press, 2005. — ISBN 978-0-313-32498-7.
- Raban S. England Under Edward I and Edward II, 1259—1327. — Oxford: Blackwell, 2000. — ISBN 978-0-631-22320-7.
- Rahman M. M. Encyclopaedia of Historiography. — New Delhi: Anmol, 2005. — ISBN 978-81-261-2305-6.
- Ramsay N. Introduction. — 2001.
- Reyerson K. L. Commerce and communications. — 1999.
- Richardson A. Royal Landscapes. — 2006.
- Rogers J. E. T. A history of agriculture and prices in England: from the year after the Oxford parliament (1259) to the commencement of the continental war (1793), v. 1. — 1866.
- Rothstein M. A.; Liebman L. Employment Law, Cases and Materials, 6th Edition. — Foundation Press, 2007. — ISBN 978-15-994-1351-8.
- Skinner P. The Jews in Medieval Britain: Historical, Literary, and Archaeological Perspectives. — Woodbridge, UK: Boydell, 2003. — ISBN 978-0-85115-931-7.
- Stacey R. C. The English Jews under Henry III. — 2003.
- Stenton D. M. English Society in the Early Middle Ages (1066—1307). — Harmondsworth, UK: Penguin, 1976. — ISBN 0-14-020252-.
- Sutton A. F. The Mercery of London: Trade, Goods and People, 1130—1578. — Aldershot, UK: Ashgate, 2005. — ISBN 978-0-7546-5331-8.
- Swanson R. N. A universal levy: tithes and economy agency. — 2008.
- Swedberg R. On Legal Institutions and Their Role in the Economy. — 2004.
- Tait J. The Medieval English Borough: Studies on its Origins and Constitutional History. — Manchester: Manchester University Press, 1999. — ISBN 978-0-7190-0339-4.
- Tawney R. H. The agrarian problem in the sixteenth century. — 1912.
- Wood D. Medieval Economic Thought. — Cambridge: Cambridge University Press, 2002. — ISBN 978-0-521-45893-1.
- Woolgar C. Diet and Consumption in Gentry and Noble Households: A Case Study from around the Wash. — 1995.

### А—Я
- Сказкин С. Д. Очерки по истории западно-европейского крестьянства в средние века. — М.: Издательство Московского университета, 1968.
- Винокур Г. О., Ларин Б. А., Ожегов С. И., Томашевский Б. В., Ушаков Д. Н. Толковый словарь русского языка: в 4 т. / Под ред. Ушакова Д. Н.. — Государственное издательство иностранных и национальных словарей, 1935—1940.